# Kwas migdałowy
Kwas migdałowy – organiczny związek chemiczny; aromatyczny hydroksykwas karboksylowy. Jest związkiem chiralnym i ma dwa enancjomery:

Enancjomery kwasu migdałowego: R (z lewej), S (z prawej)

Kwas migdałowy można otrzymać w wyniku hydrolizy cyjanohydryny powstałej z aldehydu benzoesowego: 
C6H5CH(OH)CN + 2H2O → C6H5CH(OH)COOH + NH3
Jest stosowany w kosmetyce i terapii.